# فرنسيسكو غراو
فرنسيسكو غراو (بالإسبانية: Francisco Grau)‏ هو موزع وموسيقي وملحن إسباني، ولد في 22 يناير 1947 وتوفي في 21 يوليو 2019 في البسيط في إسبانيا.